# Daniel Decatur Emmett

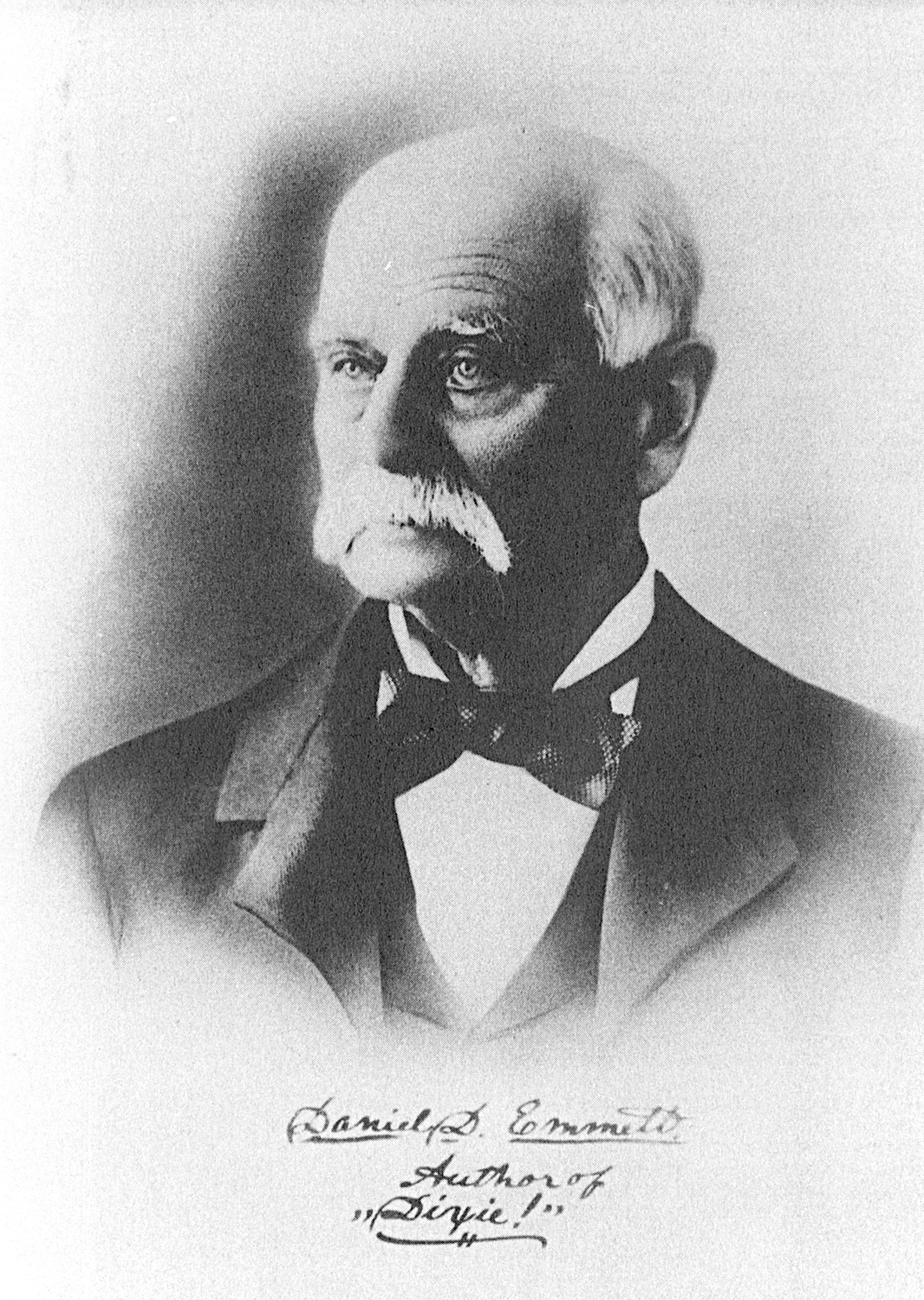
Dan Emmett

Daniel Decatur „Dan“ Emmett (* 29. Oktober 1815 in Mount Vernon, Ohio; † 28. Juni 1904 ebenda) war ein US-amerikanischer Liedermacher und Entertainer, der durch den populären Folksong Dixie bekannt wurde.

## Leben
Dan Emmett, der wenig formale Bildung genoss, lernte Lieder von seiner Mutter und brachte sich selbst das Geigenspielen bei. Nach seiner Entlassung aus der Armee 1835 trat Emmett einem Zirkus aus Cincinnati bei. Er organisierte auch die Virginia Minstrels, welche im Jahre 1843 in New York City uraufgeführt wurden.
Bekannt geworden ist er allerdings durch das populäre Lied Dixie, welches am 4.  April 1859 in New York City uraufgeführt wurde. Das Lied war bei der Confederate States Army sehr beliebt und war sogar einer der Lieblingslieder des US-Präsidenten Abraham Lincoln.
Nach einer erfolgreichen Tour durch die Südstaaten kehrte Dan Emmett 1888 in seine Geburtsstadt Mount Vernon zurück, wo er am 28. Juni 1904 im Alter von 88 Jahren verstarb.